# Miki Matsubara
Miki Matsubara (jap. 松原 みき Matsubara Miki; ur. 28 listopada 1959, Kishiwada, zm. 7 października 2004, Sakai) – japońska piosenkarka, kompozytorka i autorka tekstów.
Jej matka była wokalistką jazzowej grupy Crazy Cats. Od trzeciego roku życia uczyła się gry na fortepianie. W szkole średniej występowała w zespole rockowym Kurei i jako klawiszowiec w Yoshinoya Band. W 1977 przeniosła się z okolic Osaki do Tokio w celu poświęcenia się karierze muzycznej. W 1979 wydała swój pierwszy singiel Mayonaka no Door (真夜中のドア) / Stay with me, który dotarł do 28 miejsca listy przebojów Oricon i doczekał się coverów m.in. w wykonaniu Akiny Nakamori. Dużą popularnością zdobył także utwór Neat na gogo san-ji (ニートな午後3時). W nagraniach towarzyszył jej zespół Dr. Woo, którego perkusista Masaki Honjo stał się jej mężem. Nagrywała też z amerykańską grupą Jazz fusion Dr. Strut, czego owocem był album przeróbek standardów jazzowych Blue Eyes z 1984. Znalazła się na nim m.in. jej wersja przeboju Carole King You've Got A Friend. Matsubara była znana z komponowania i wykonania muzyki do anime, m.in. do serii Gundam, Gu Gu Ganmo (nagrane pod pseudonimem Suzie Matsubara) i Dirty Pair: Project Eden. 
W 2000 ogłosiła zakończenie kariery muzycznej i wycofała się z życia publicznego. Rok później ujawniono, że powodem tej decyzji było zdiagnozowanie u niej późnego stadium nowotworu. Końcowe lata życia poświęciła jego leczeniu. Zmarła w październiku 2004 na raka szyjki macicy. W ostatnich latach jej utwór Mayonaka no Door (真夜中のドア) / Stay with me zdobył ponownie popularność dzięki coverowi indonezyjskiej youtuberki Rainych Ran i częstemu wykorzystywaniu przez użytkowników serwisu TikTok.

## Dyskografia
Albumy studyjne
- 1980: Pocket Park
- 1980: Who Are You?
- 1981: Cupid
- 1982: Myself
- 1982: 彩
- 1983: Revue
- 1984: Blue Eyes
- 1984: Cool Cut
- 1985: Lady Bounce
- 1987: Dirty Pair (Original Soundtrack)
- 1988: WiNK

Kompilacje
- 1983: Paradise Beach
- 1986: Super Best
- 2002: Best
- 2008: Miki Matsubara Best Collection (HISTORY 1979-1985)
- 2011: Golden☆Best
- 2013: The Premium Best
- 2014: Light Mellow
- 2015: Aya
- 2017: Platinum Best